# Григоровка (Еланецкий район)
Григоровка (укр. Григорівка) — село в Еланецком районе Николаевской области Украины.
Основано в 1802 году. Население по переписи 2001 года составляло 98 человек. Почтовый индекс — 55533. Телефонный код — 5159. Занимает площадь 0,32 км².

## Местный совет
55530, Николаевская обл., Еланецкий р-н, с. Великосербуловка, ул. Октябрьская, 25